# Bunuri mobile din domeniul artă decorativă clasate în patrimoniul cultural național al României aflate în Ungaria
Acestă listă conține bunurile mobile din domeniul artă decorativă clasate în Patrimoniul cultural național al României aflate la momentul clasării în Ungaria.

## Tezaur
| Foto | Informații generale | Detalii tehnice                                                                                 | Descriere | Deținător                   | Legături |
| ---- | ------------------- | ----------------------------------------------------------------------------------------------- | --- | --------------------------- | -------- |
|      | Inel sigilar        | Datare: Sec. XVIII Școală: Atelier transilvănean Material: aur; agată neagră; turnare; cizelare | Inel sigilar masculin, cu verigă lată și chatonul pătrat. Pe chaton, într-o ramă octogonală, pe o agată neagră, este figurat un cadru cvadrilobat, împodobite cu motive vegetale, în care este înscris un scut oval. În scut se distinge vag un personaj cu barbă, spre stânga. | Colecții particulare, Timiș | Cimec    |